# Ne diši (2014.)
Ne diši je francuska crna komedija na gruzijskom jeziku redatelja Nina Kirtadzea iz 2014. godine. Prikazan je na odjelu suvremene svjetske kinematografije (Contemporary World Cinema) na Međunarodnom filmskom festivalu u Torontu 6. rujna 2014. godine.

## Uloge
- Levan Murtazašvili
- Irma Inaridze

## Vanjske poveznice
- Ne diši u internetskoj bazi filmova IMDb-u (engl.)